# Service public fédéral Sécurité sociale
Le Service public fédéral (SPF) Sécurité sociale est le Service public fédéral belge compétent dans le domaine de la sécurité sociale.
Il a été dirigé depuis sa création par Frank Van Massenhove jusqu'à la prise de pension de celui-ci début 2019. Depuis, la présidence a été assurée ad interim d'abord et ensuite officiellement, le 29/01/2021 par Peter Samyn.
Ce SPF est compétent notamment dans les domaines suivants :
- Octroi des allocations et reconnaissance de handicap aux personnes handicapées (Direction générale Personnes handicapées)
- Préparation de la législation relative à la sécurité sociale en collaboration avec les ministres compétents, les institutions publiques de sécurité sociale et le Service public fédéral Emploi, Travail et Concertation sociale (Direction générale Soutien et Coordinations politiques - BeSOC)